# Los Laureles, Frontera Comalapa
Los Laureles är en ort i Mexiko.   Den ligger i kommunen Frontera Comalapa och delstaten Chiapas, i den sydöstra delen av landet, 800 km sydost om huvudstaden Mexico City. Los Laureles ligger 569 meter över havet och antalet invånare är 342.
Terrängen runt Los Laureles är platt åt sydost, men åt nordväst är den kuperad. Los Laureles ligger nere i en dal. Runt Los Laureles är det ganska tätbefolkat, med 90 invånare per kvadratkilometer. Närmaste större samhälle är Nueva Libertad, 6,0 km öster om Los Laureles. Omgivningarna runt Los Laureles är en mosaik av jordbruksmark och naturlig växtlighet.